# Aphonoides ocellaris
Aphonoides ocellaris är en insektsart som först beskrevs av Henri Saussure 1877.  Aphonoides ocellaris ingår i släktet Aphonoides och familjen syrsor. Inga underarter finns listade i Catalogue of Life.